# قمة روسيا والولايات المتحدة 2025
قمة روسيا والولايات المتحدة 2025 (المعروفة أيضًا باسم قمة ألاسكا 2025 أو قمة ترامب-بوتين) كانت اجتماعًا قمة بين الرئيس الأمريكي دونالد ترامب والرئيس الروسي فلاديمير بوتين. عُقدت في 15 أغسطس 2025، في قاعدة إلمندورف-ريتشاردسون المشتركة في أنكوريج، ألاسكا. كان الموضوع الرئيسي للنقاش هو الحرب الروسية الأوكرانية المستمرة، والتي يريد ترامب إنهاؤها.
كانت هذه هي المرة الأولى التي يُدعى فيها بوتين إلى دولة غربية منذ أن أمر بالغزو الروسي الكامل لأوكرانيا في عام 2022. ويواجه بوتن مذكرة اعتقال صادرة عن المحكمة الجنائية الدولية بتهمة ارتكاب جرائم حرب مزعومة. كما كانت هذه هي المرة الأولى التي تُعقد فيها زيارة رئاسية روسية للولايات المتحدة على منشأة عسكرية أمريكية. كان هذا أول لقاء بين ترامب وبوتين منذ إعادة انتخاب ترامب في عام 2024 والأول بينهما كرئيسين في السلطة منذ لقائهما الأخير في عام 2019 في أوساكا باليابان. كانت هذه هي المرة الأولى التي يزور فيها بوتن الولايات المتحدة منذ عام 2015 حيث حضر الدورة السبعين للجمعية العامة للأمم المتحدة في مدينة نيويورك.
وكان هذا أيضًا أول اجتماع تستضيفه الولايات المتحدة بين رئيسي روسيا والولايات المتحدة منذ عام 2007، عندما التقى بوتين مع جورج دبليو بوش في ولاية مين.